# Thaumastogarypus
Thaumastogarypus es un género de arácnido del orden Pseudoscorpionida de la familia Garypidae.
Hay especies de este género en Sudáfrica, Namibia y Kenia.

## Especies
Las especies de este género son:
- Thaumastogarypus capensis
- Thaumastogarypus grandis
- Thaumastogarypus longimanus
- Thaumastogarypus mancus
- Thaumastogarypus okahandjanus
- Thaumastogarypus robustus
- Thaumastogarypus transvaalensis
- Thaumastogarypus zuluensis